# Lyska americká
Lyska americká (Fulica americana) je pták z čeledi chřástalovitých a rodu lyska.

## Popis
Lyska americká měří 34 až 43 centimetrů na délku. Dospělé lysky mají krátký, široký, bílý zobák a bílou část čela, obvykle mají červeno-hnědé místo mezi očima. Samci a samice vypadají podobně, ale samice jsou menší. Samice váží 427 až 628 gramů a samci 576 do 848 gramů. Mláďata mají olivově hnědá temena a šedé peří na zbytku těla. 4měsíční mláďata už mají zbarvení stejné jako dospělé lysky.

## Taxonomie
Tato lyska byla poprvé popsána německým přírodovědcem Johannem Friedrichem Gmelinem v roce 1789. Dělí se na tyto poddruhy, které jsou ale občas popisovány jako samostatné druhy:
- Fulica americana alai
- Fulica americana caribaea
- Fulica americana ardesiaca

## Ochrana a ohrožení
Lyska americká je podle IUCN zařazena jako málo dotčený taxon. Lovci jsou vyhledávány pouze vzácně, protože se maso kačen pokládá za chutnější.

## V kultuře
Tato lyska může být používána pro vaření; je poněkud populární v cajunské kuchyni, například jako ingredience pro gumbo uvařené doma.